# اس‌اس نانتاکت (۱۹۵۷)
اس‌اس نانتاکت (۱۹۵۷) (به انگلیسی: SS Nantucket (1957)) یک کشتی است که طول آن ۲۱۳ فوت (۶۵ متر) می‌باشد. این کشتی در سال ۱۹۵۶ ساخته شد.